# Следзевский, Игорь Васильевич
И́горь Васи́льевич Следзевский (род. 17 ноября 1940, Москва) — советский и российский историк, специалист по социальной истории Африки и теории цивилизаций. Доктор исторических наук. Заведующий Центром цивилизационных и региональных исследований Института Африки РАН. Заместитель председателя Научного совета по проблемам Африки при Отделении глобальных проблем и международных отношений РАН. Член редакционной коллегии журнала «Восток». Автор ряда работ по философии истории.

## Биография
Родился в семье военнослужащих. Отец — Следзевский Василий Александрович, полковник Советской Армии, участник Гражданской и Великой Отечественной войн, мать — Следзевская Татьяна Васильевна.
В 1963 г. окончил исторический факультет МГУ им. М. В. Ломоносова.
В 1966 г. окончил очную аспирантуру при Институте Африки АН СССР.
В 1967 г. защитил кандидатскую диссертацию «Современные хауса Северной Нигерии» в Институте Африки АН СССР.
В 1990 г. защитил докторскую диссертацию «Социоисторические структуры Западной Африки. Проблемы взаимоотношений местных социальных организмов и исторической среды» в Институте востоковедения АН СССР.
С 1967 г. работает в Институте Африки.
В 1992—1998 гг. — заведующий лабораторией цивилизационных исследований Института.
В 1998—2008 гг. — директор Центра цивилизационных и региональных исследований РАН.
В 2002 году награждён медалью ордена «За заслуги перед Отечеством».
Женат, имеет сына.

## Основные работы
- Феодальные отношения у современных хауса Северной Нигерии // Проблемы истории Африки. — М.: Наука, 1966. — С. 151—172.
- Колониальные общества. Некоторые вопросы развития и воспроизводства многоукладности // Африка: возникновение отсталости и пути развития. — М.: Наука, 1974. — С. 291—426.
- Доколониальная эпоха. Крестьянство и кочевое население. Феодалы и вожди. Буржуазия. Здравоохранение // Современная Нигерия (Справочник). — М.: Наука. 1974. — С. 71 — 89, 168—197, 203—208, 366—371.
- New Phenomena and Tendencies in Nigeria s Social and Political Development Economic Relations of Africa with the Socialist Countries. — Vol. 2. — Budapest, 1978. — P. 50 — 57 (в соавторстве).
- Традиционный сектор хозяйства на современном этапе развития. Изменения в структуре частнокапиталистического хозяйства. Роль государственного сектора и его социально-экономическая природа // Нигерия. Современный этап развития. М.: Наука. 1980. С. 122—223.
- Синкретизм ислама с традиционными религиями // Религии в XX веке. Традиционные и синкретические религии Африки. — М.: Наука, 1986. — С. 417—457 (в соавторстве).
- Собственность и власть в Нигерии // Нигерия: власть и политика. — М.: Наука, 1988. — С. 5- 32.
- К вопросу об общей теории развивающихся стран // Народы Азии и Африки. — 1989. — № 6. — С. 31- 32.
- Межукладные комплексы и межклассовые общности в Африке // Африка классовые: классовые, неклассовые общности и общественный прогресс. — М.: Наука, 1990. — С. 31 −40.
- Глобалистская метатеория: эпистемологические трудности // Цивилизации. Вып.5. Проблемы глобалистики и глобальной истории. — М.: Наука, 2002. — С. 62 — 82.
- Развитие африканских стран как проблема теоретического знания // Чтения памяти Д. А. Ольдерогге. Проблемы социально-политических и культурных трансформаций африканских обществ в современной отечественной африканистике. Материалы научной конференции «Африка: общества, культуры, языки» (г. Санкт-Петербург, 5 — 6 мая 2005 г.). — М.: Институт Африки РАН, 2007. —С. 21 — 73.
- Образ России как смысловой конструкт (семантическая составляющая «главного русского спора») // Общественные науки и современность. 2007. — № 4. — С. 93 — 103; № 5. — С. 103—113.
- Оперирование символическими и языковыми знаками в бесписьменных африканских культурах: автоматизм поведения или особая логика осмысления мира? // Обычай. Символ. Власть. — М.: Институт Африки РАН, 2010. — С. 121—154.
- Цивилизационное основание и культурная логика трансформации британского мира в империю // Британская империя в XX веке. — М.: Институт всеобщей истории РАН, 2010. — С. 24 — 45.